# Ford Consul Capri
Ford Consul Capri – samochód osobowy klasy średniej produkowany pod amerykańską marką Ford w latach 1961–1963.

## Historia i opis modelu

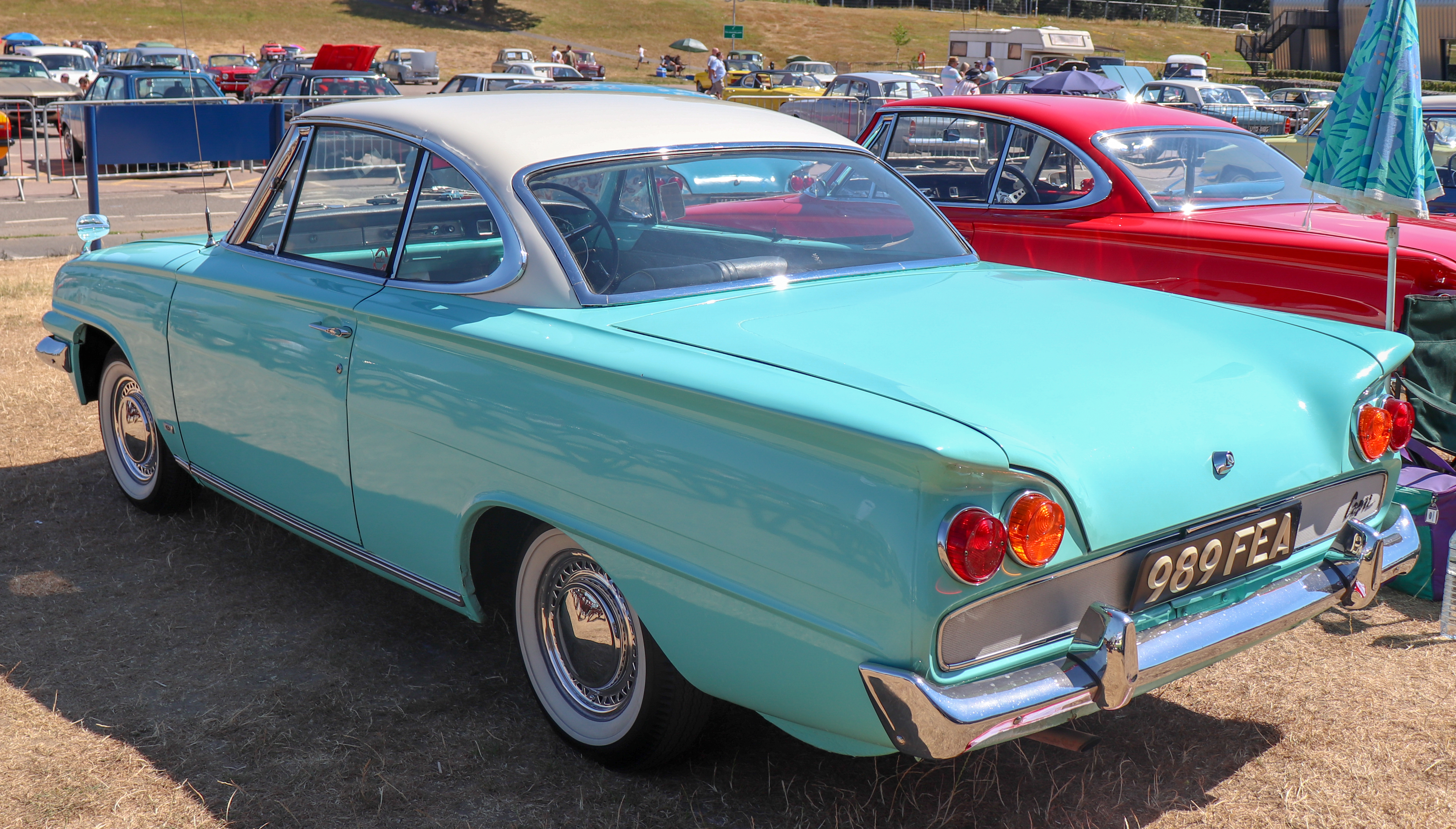
Ford Consul Capri - tył

W 1961 roku brytyjski oddział Forda przedstawił nowy, niszowy samochód sportowy opracowany na bazie modelu Consul Classic. Pod kątem stylistycznym Consul Capri charakteryzował się podobnym wyglądem zarówno pasa przedniego, jak i tylnego pasa. Jednakże, bagażnik był większy i smuklejszy, a linia dachu poprowadzona była niżej. Ford Consul Capri oferowany był też z innymi, mocniejszymi jednostkami napędowymi, a produkcja zakończyła się po 2 latach w 1963 roku.

### Wersje wyposażeniowe
- Standard
- De Luxe

### Silnik
- R4 1.3l OHV
- R4 1.4l OHV